# 中央人民广播电台音乐之声
MusicRadio音乐之声（CNR MusicRadio）全称中央人民广播电台MusicRadio音乐之声，旧称“中央人民广播电台文艺调频”，2002年12月2日改版并更名为“中央人民广播电台音乐之声”，是中国大陆首个当代流行电台，该电台以喜爱流行音乐的受众为目标服务群，以播出流行音乐为主。音乐之声目前覆盖全国包括港澳在内的60多座城市。音乐之声品牌活动的第一首台歌為蕭亞軒演唱，自2009年2月17日起台歌為張惠妹、陈奕迅等演唱。自2019年9月23日起台歌为蔡依林、李荣浩、大張偉、田馥甄、郁可唯等演唱。全天结束播音时播放的结束曲曾使用费玉清演唱的《晚安曲》，2009年2月17日改版后为安德烈·波切利所演唱的《Time to Say Goodbye》（与英国女高音莎拉·布萊曼合唱）、2018年4月16日改版后为林宥嘉的《晚安》，2019年9月23日改版后为蕭煌奇所演唱《晚安》，2022年10月1日后为内地组合SING女团歌曲《最亮的光》。全天播音18小时（每天早上05:55-次日凌晨00:05），星期二下午14:05-16:55检修、每天早上5点55分（星期二下午16点55分）开始节目前播放开始曲。

## 历史
1960年5月1日，以文艺节目为主的中央人民广播电台第三套节目开播，使用中波及短波播出，文革爆发后停播。
1981年3月1日，中央人民广播电台第三套节目复播，改用调频90.0兆赫播出，并于次年12月1日实现了立体声播出，1985年3月1日更名“中央人民广播电台文艺调频”。
1997年1月1日，《中国歌曲榜》（《MusicRadio中国TOP排行榜》前身）创办（1998年改为《中国流行歌曲榜》并增加了港台地区原创作品）。央广第三套节目时为“文艺调频”。
2002年12月2日早上5点55分，文艺调频全面改版为以流行音乐为主的“中央人民广播电台音乐之声”。2003年9月，《中国流行歌曲榜》正式更名为《MusicRadio中国TOP排行榜》。同年年底，音乐之声与全国妇联中国儿童少年基金会共同创建“我要上学”大型主题公益系列活动。
2004年10月24日，音乐之声与CCTV-2（现中央广播电视总台财经节目中心中央电视台财经频道）同步直播了《非常6+1》栏目周年特别制作的大型娱乐节目《梦想中国》。同年12月，应广大听众要求，《MusicRadio中国TOP排行榜》由每周播出5天扩版为每天播出（元旦、春节、国庆等除外）。《中国TOP排行榜》曾获原中央人民广播电台优秀节目“十佳栏目”奖（2019年9月23日起，因音乐之声改版，周末版被取消）。
2007年12月2日，音乐之声开播5周年。
2009年2月17日，音乐之声进行了第二次全频率大改版。同日，全天结束播音时播放的结束曲改版后为安德烈·波切利所演唱的《Time to Say Goodbye》（与英国女高音莎拉·布萊曼合唱）。同年5月，音乐之声被全国妇联授予 “中国儿童慈善奖”，成为第一个获此殊荣的媒体。同年11月，继全球华语广播网之后，又一个全球华语广播媒体共同参与的合作组织——全球流行音乐金榜在北京成立。 
2010年1月1日，音乐之声正式落地武汉，频率为FM90.7。同年1月4日，《全球流行音乐金榜》正式开播（曾获原中央人民广播电台优秀节目“十佳栏目”奖）（2019年9月22日，因音乐之声改版，该节目停播）。同年4月1日，音乐之声“音乐·梦想在武汉”听友见面会在武汉大学梅园小操场举行。同年4月24日，中国TOP排行榜2009年度颁奖系列活动启动。
2012年，中央人民广播电台音乐节目中心成立。同年4月23日，2011年度蒙牛酸酸乳MusicRadio中国TOP排行榜颁奖晚会在济南举行。同年9月，音乐之声开始在云南省五个地区落地播出，分别是：昆明FM93.0、丽江FM107.2、西双版纳FM107.1、玉溪FM103.9、曲靖FM106.6。同年12月2日，音乐之声开播10周年。同年12月19日，音乐之声在北京万事达中心举办“音乐之声·十年盛事——中央人民广播电台MusicRadio音乐之声开播十周年感恩晚会”。同年12月31日，音乐之声举办了“2012MusicRadio音乐之声 跨年狂欢派对”。
2013年劳动节期间，“MusicRadio音乐星势力”活动在上海举行。同年5月15日，Music Radio音乐之声落地云南庆祝会在云南省昆明市举行，标志着云南地区正式开始播出。同年12月8日，音乐之声在北京工体剧场（北京工人体育馆）举办了 “2013MusicRadio我要上学爱·回家助学行动爱心晚会”。
2014年2月17日，音乐节目中心开始正式管理原都市之声，使其成为音乐之声的兄弟频率，音乐节目中心一张面孔面向听众的局面被彻底打破（2017年7月10日，原都市之声改版为经典音乐广播）。同年7月8日，音乐之声参与承办2014MusicRadio魏晨“登封造极”巡回演唱会。同年，音乐之声被中国少年儿童基金会授予“中国儿童慈善奖——感动春蕾”荣誉称号。
2014年9月，音乐之声启动“2014MusicRadio我要上学守望亿颗心关爱行动”。同年12月2日，音乐之声迎来开播12周年，音乐节目中心推出连续3天的“‘有爱有朋友’音乐之声12周年系列活动”。
2015年9-12月，音乐之声举行继2004、2008和2013年之后的第4届“鲜声夺人”DJ选拔赛。 
2017年12月2日，音乐之声开播15周年特别节目——“Music Your Life-乐动你的人生”采用音视频同步直播方式历时全天完美呈现。这是音乐之声搬进新机房后在原央广播出传送中心批准和支持下开展的首次长时间、大跨度的多媒体联动。

### 中央广播电视总台组建
2018年3月21日，根据中共中央印发的《深化党和国家机构改革方案》，原中央电视台（中国国际电视台）、中央人民广播电台、中国国际广播电台合并，组建新的中央广播电视总台，作为国务院直属事业单位，归入中共中央宣传部领导。原中央电视台（中国国际电视台）、中央人民广播电台、中国国际广播电台建制撤销。音乐之声、经典音乐广播仍为中央广播电视总台旗下频率。

#### 中央广播电视总台重组后
同年4月16日，全天结束播音时播放的结束曲改版后为林宥嘉的《晚安》。同年5月，音乐之声开始参与制作中央广播电视总台央视音乐频道《超级音乐速递》（后停播）。同年9月，2018年“我要上学・童梦同圆 1200助学行动”在广西桂林启动，这是中央广播电视总台成立后的第一次“我要上学”公益活动。同年9月，音乐之声荣获第十届中华慈善奖“慈善楷模”称号。

### 全新改版
2019年9月23日（庆祝中华人民共和国成立70周年大会和庆祝中华人民共和国成立70周年联欢活动距离8天），中央广播电视总台高质量改版工作全面推开。同时，音乐之声进行了开播17年来的第三次全频率大改版，由蔡依林、李荣浩等全新演绎的第三版JINGLE也正式上线。此次改版，保留了《中国TOP排行榜》和《音乐VIP》两个栏目（其中《中国TOP排行榜》收缩精办，取消周末版），集中开办了《城市初音》、《早安双声道》、《Music Corner》、《超级冲击》、《尖峰音乐秀》、《听·说》等新节目。同日，全天结束播音时播放的结束曲改版后为蕭煌奇所演唱《晚安》。同年10月1日，音乐之声并机直播庆祝中华人民共和国成立70周年大会和庆祝中华人民共和国成立70周年联欢活动。同年12月2日，音乐之声开播17周年。
2020年1月，音乐之声承办中央广播电视总台广播春节特别节目《中国声音中国年》（第6季）。同年1月24日（农历己亥十二月三十除夕），音乐之声并机直播中央广播电视总台春节联欢晚会。同年4-5月，音乐之声对节目和主持人的编排再次了进行调整，并陆续恢复了工作日上、下午和周末全天的主持人主持。目前，音乐之声归中央广播电视总台文艺节目中心管理。

## 编排方案
每周二14:05-16:55停机检修，逢“两会”、党的全国代表大会和春节、国庆长假期间等的周二不休机，正常播出。全国哀悼日、逢10的国庆庆祝大会、阅兵式、群众游行和联欢晚会等期间与中央广播电视总台其它频道、频率并机直播。
2017年，除夕有6小时并机直播中央广播电视总台广播春节特别节目《中国声音中国年》（其中2020年还承办了第6季《中国声音中国年》）。
2019年9月23日以后，周一至周五7:30、8:30、9:30、12:30、13:30、17:30、18:30左右提供半点《新鲜资讯》（每次1分30秒）和《气象报告》（每次30秒）。
2019年10月1日，音乐之声并机直播庆祝中华人民共和国成立70周年大会和庆祝中华人民共和国成立70周年联欢活动。
每年12月2日，音乐之声都有开播纪念日特别节目。
2018年9月14日（农历戊戌八月十五中秋节），音乐之声并机直播中央广播电视总台中秋晚会；2020年1月24日（农历己亥十二月三十除夕），音乐之声并机直播中央广播电视总台春节联欢晚会。
此外，音乐之声还根据需要并机播出中央广播电视总台文艺节目中心多个重点大型电视节目。
每年元旦，音乐之声、经典音乐广播并机直播维也纳新年音乐会。

## 收播曲
2002年12月3月至2009年2月16日全天结束播音时播放的结束曲曾使用费玉清演唱的《晚安曲》。
2009年2月17日至2018年4月15日改版后为安德烈·波切利所演唱的《Time to Say Goodbye》（与英国女高音莎拉·布萊曼合唱）。
2018年4月16日至2019年9月22日改版后为林宥嘉的《晚安》。
2019年9月23日至今改版后为蕭煌奇所演唱《晚安》。

### 收播曲之前（2009年2月17日至现在）
听了一天的好音乐，到了我们要说再见的时候了。明天，我们依然陪伴着你，带给你最好的音乐，晚安。
本段语言在2009年2月17日至2018年4月15日间的版本由音乐之声DJ田龙录制，2018年4月16日至2019年9月22日改版前的版本由音乐之声DJ晓光录制，2019年9月23日改版后的版本再改为由歌手萧煌奇（收播曲《晚安》演唱者）录制。

### 收播曲之后（2009年2月17日至2019年9月22日）
听众朋友，中央人民广播电台音乐之声全天的节目内容到这里全部播送完了。中央人民广播电台音乐之声每天早晨5点55分开始播音，欢迎您锁定频率，择时收听您喜爱的音乐节目，祝各位晚安，再会。
本段语言在2009年2月17日至2018年4月15日间的版本由音乐之声DJ田龙录制，2018年4月16日至2019年9月22日改版前的版本由音乐之声DJ晓光录制。

## 节目时间表（2020年4月27日起执行）
| 节目名称和主持人。 | 节目名称和主持人。               | 节目名称和主持人。          |
| 北京时间           | 星期一至五                       | 星期六、日                  |
| ------------------ | -------------------------------- | --------------------------- |
| 06:00-07:00        | 城市初音                         | 我要我的音乐（DJ轮值）      |
| 07:00-10:00        | 早安双声道 （钱璟炜、魏野）      | 早安双声道 （钱璟炜、魏野） |
| 10:00-12:00        | Music Corner（赵寅子）           | 音乐LIVE（DJ轮值）          |
| 12:00-14:00        | 超级冲击 （高敏）                | 我要我的音乐（赵宇）        |
| 14:00-17:00        | Music Corner（裴冲）             | 我要我的音乐（赵宇）        |
| 17:00-18:00        | 尖峰音乐秀 （徐曼）              | 音乐LIVE（赵宇）            |
| 18:00-19:00        | 尖峰音乐秀 （徐曼）              | 音乐LIVE（DJ轮值）          |
| 19:00-21:00        | 中国TOP排行榜 （张卓然、梅卿源） | 我要我的音乐（DJ轮值）      |
| 21:00-22:00        | 音乐VIP                          | 我要我的音乐（DJ轮值）      |
| 22:00-00:00        | 听·说 （孙杨）                   | 城市节奏                    |

注：部分城市转播的音乐之声曾有过在整点报时前插播本地广告的情况（如沈阳和太原）。自2025年2月起，音乐之声停止星期二下午检修，但部分地方转播台仍可能自行停机检修。逢“两会”、党的全国代表大会期间则不设检修时段。

## 收听频率
- 北京 
  - FM 90.0
- 天津 
  - FM 92.5
- 河北
  - 石家庄 FM 105.1
  - 保定 FM 105.3
- 山西
  - 太原 FM 89.3
  - 忻州 FM 104.4
- 内蒙古
  - 呼和浩特 FM 99.1
  - 赤峰 FM 88.5
- 辽宁
  - 沈阳 FM 99.8
  - 大连 FM 107.8
- 吉林
  - 长春 FM 94.3
  - 吉林 FM 94.7
  - 延吉 FM 106.5
- 黑龙江
  - 哈尔滨 FM 100.9
  - 大庆 FM 102.3
- 上海 
  - FM 107.7
- 江苏
  - 南京 FM 98.9
  - 苏州、昆山 FM 107.7
- 浙江
  - 杭州 FM 103.2
  - 宁波 FM 96.3
  - 温州 FM 92.1
- 安徽
  - 合肥 FM 91.5
- 福建
  - 福州、马祖 FM 92.6
  - 厦门、漳州、泉州、金门 FM 100.2
- 江西
  - 南昌 FM 87.2
  - 井冈山 FM 93.3
- 山东
  - 济南 FM 95.5
- 河南
  - 郑州 FM 100.2
- 湖北
  - 武汉 FM 90.7
- 湖南
  - 长沙、岳阳 FM 107.7
  - 永州 FM 92.4
  - 湘西州 FM 90.4
  - 张家界 FM 89.2
  - 郴州 FM 102.0
  - 邵阳 FM 101.8
  - 常德 FM 97.8
- 广东
  - 广州、佛山 FM 87.4
  - 深圳、中山、珠海 FM 104.9
- 广西
  - 南宁 FM 101.1
  - 北海 FM 97.1
  - 桂林 FM 106.8
- 海南
  - 海口 FM 89.9
- 重庆 
  - 重庆 FM 90.6
  - 万州 FM 94.3
- 四川
  - 成都 FM 107.6
- 贵州
  - 贵阳 FM 107.3
  - 六盘水 FM 96.2
- 云南
  - 昆明 FM 93.0
  - 丽江 FM 107.2
  - 西双版纳 FM 107.1
  - 曲靖 FM 106.6
  - 玉溪 FM 103.9
  - 保山 FM 96.5
  - 腾冲 FM 94.1
- 西藏
  - 拉萨 FM 96.1
- 陕西
  - 西安 FM 95.5
- 甘肃
  - 兰州 FM 88.3
- 青海
  - 西宁 FM 100.6
- 宁夏
  - 银川 FM 99.7
- 香港、澳门 
  - FM 104.9[3]

## DJ和曾任职的DJ
- 黎春
- 章莹莹
- 张东
- 李洁
- 田龙
- 小强
- 晓光
- 裴冲
- 但茹
- 李洁
- 文超
- 徐曼
- 寅子
- 赵宇
- 卓然
- 苏宁
- 朱璐[4]

## 音乐之声的品牌活动

### 中国TOP排行榜
MusicRadio中国TOP排行榜创办于2003年，是中国音乐广播的旗帜栏目，是华语流行音乐的顶尖指标和风向标。每年4月举行的年度颁奖晚会，是经中宣部批准、目前唯一由国家级媒体举办的年度权威音乐颁奖晚会，先后推出了孙楠、韩红、羽泉、水木年华、杨坤、庞麦郎、李宇春、张杰、周杰伦、林俊杰等数十位华语流行歌坛的知名艺人。

### 全球流行音乐金榜
2009年11月，音乐之声立足国际视野，在北京发起成立了全球华语广播电台及流行音乐电台自愿加入的合作组织――全球流行音乐金榜，集结了全球10多家优秀华语电台，覆盖全球近14亿华人听众。2010年1月3日起，音乐之声推出《全球流行音乐金榜》节目，与会员台互换资源，播出俄、印、尼等国最新流行歌曲榜曲目，及时介绍全球流行音乐的最新动向，致力于推动华人音乐的成长与发展。2019年9月28日，因中央人民广播电台被中央广播电视总台合并导致音乐之声与台北Hit FM联播网结束合作而停播。

### MusicRadio我要上学
是音乐之声于2003年发起组织的、目前国内唯一由国家级媒体主办的年度大型慈善活动，覆盖北京、河北、四川、贵州等18个省、自治区、直辖市。迄今为止，捐建资助了60个音乐之声春蕾小学和音乐之声春蕾班，募集捐款超过4000万元，累计资助贫困地区儿童超过3万名。“我要上学”活动每年都有年度主题，每年都有年度主题曲，每年都组织慰问探访、举办慈善晚会、邀请明星艺人担任爱心大使全程参与，是中国慈善事业的卓越品牌。
| 年份 | 活动名称         | 主题曲       |
| ---- | ---------------- | ------------ |
| 2003 | 我想继续上学     | 无           |
| 2004 | 百万爱心召集行动 | 无           |
| 2005 | 微笑行动         | 无           |
| 2006 | 爱心向前走       | 娃娃         |
| 2007 | DoReMiFaSol      | DoReMiFaSol  |
| 2008 | 橙色希望在行动   | 用爱点亮希望 |
| 2009 | 爱的5003工程     | 暮光操场     |
| 2010 | 1200助学行动     | 大手小手     |
| 2011 | 1200助学行动     | 为你加油     |
| 2012 | 1200助学行动     | 爱×爱        |
| 2013 | 爱·回家          | 希望爱       |

## Jingle
Jingle是指用在广告和节目过渡中划清界限的一段小音乐。由歌手作曲演唱或演唱。不完全统计的Jingle演唱者：江智民、
Maroon 5、张惠妹、李宗盛、那英、李宇春、S.H.E、杨坤、杨培安、五月天、陈奕迅、蔡依林、田馥甄、郁可唯、李榮浩、大張偉等。
- 蕭亞軒演唱的第一版Jingle同時也是台灣中廣音樂網Wave Radio時期的台呼。

## 外部連結
- 音乐之声网站（中国广播网） （页面存档备份，存于）
- 音乐之声网站（环球七福公司）
- MusicRadio音乐之声的新浪微博